# Cuisine de l'Anhui

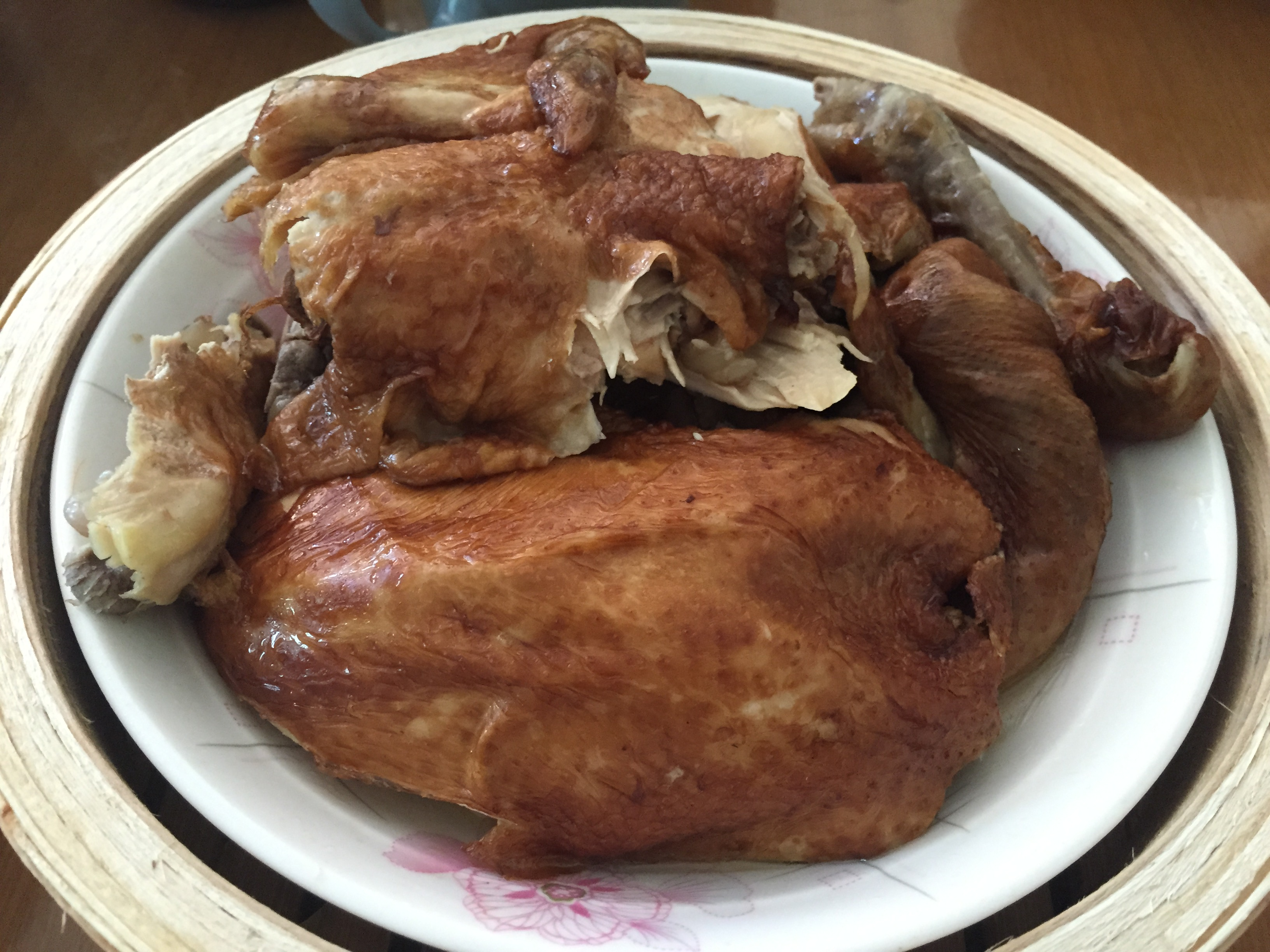
Canard rôti fuliji.

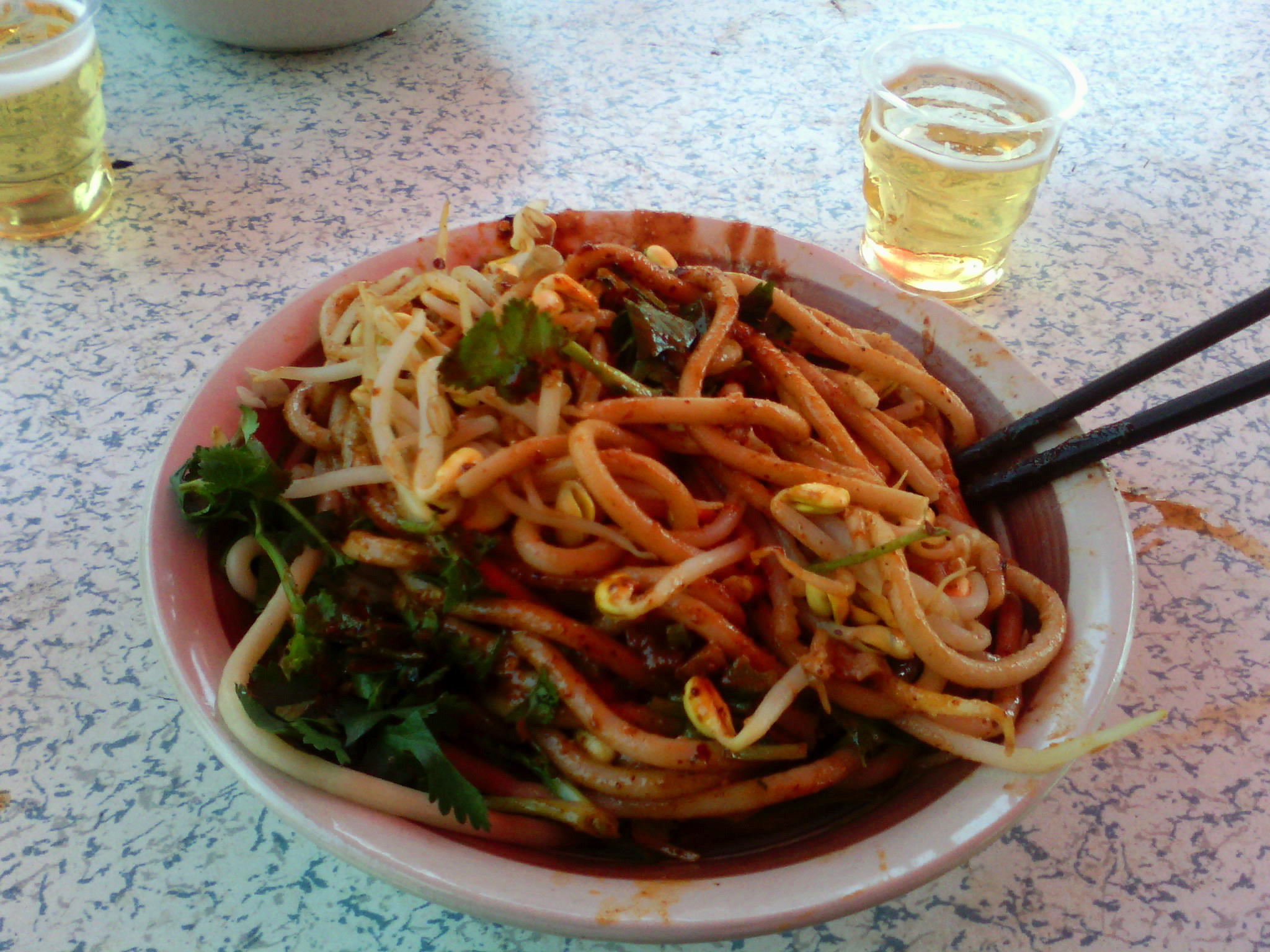
Nouilles gela.

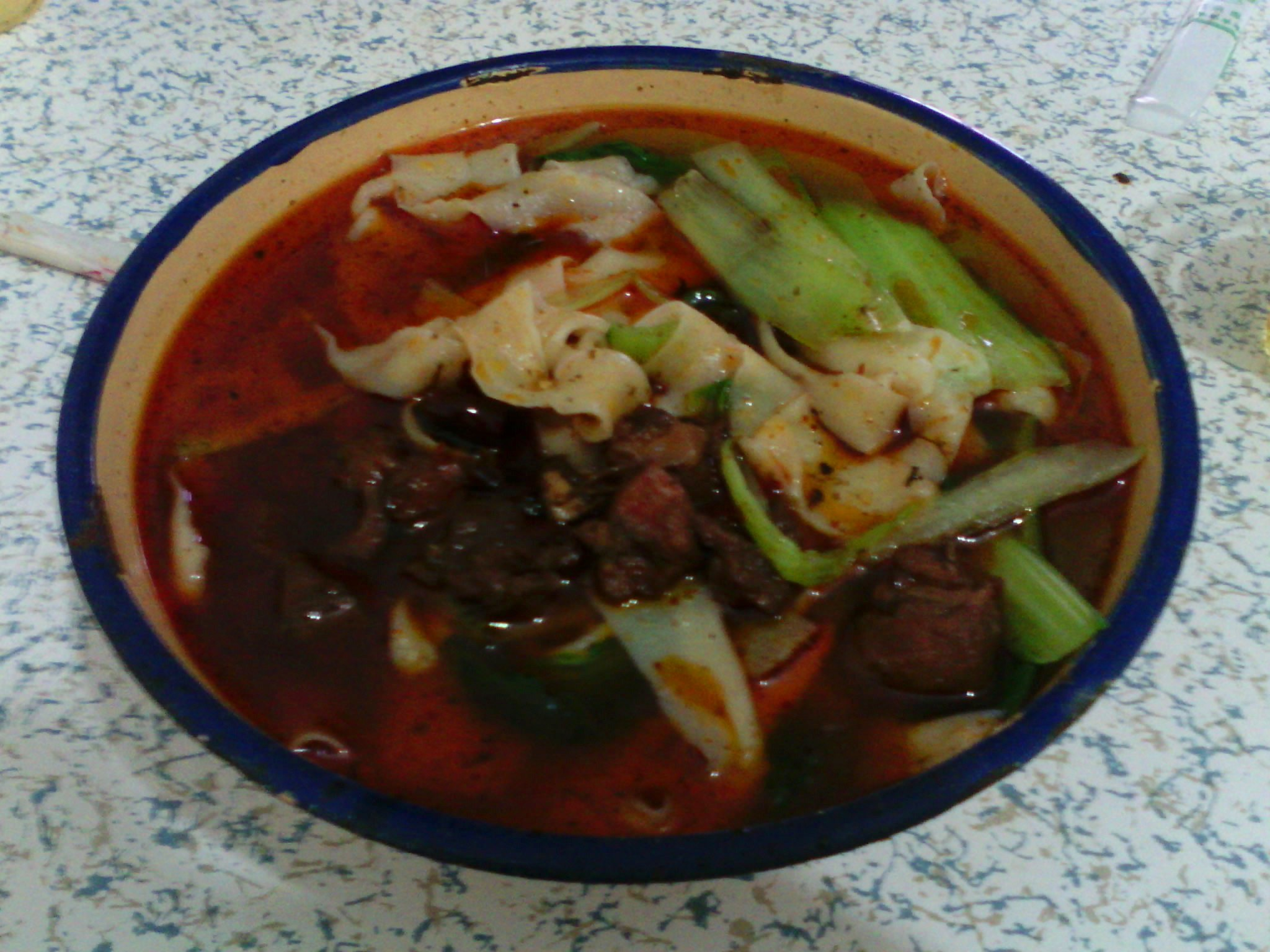
Nouilles taihe au mouton.

La cuisine de l'Anhui, appelée en Chine, Huicai (chinois : 徽菜 ; pinyin : huīcài) est la cuisine de la province de l’Anhui (安徽, ān huī), située à l'est de la Chine, autour des bassins du fleuve Yangzi Jiang et de la rivière Huai. Le chef-lieu est Hefei. L’Anhui est très diverse topographiquement, entre un nord plat et un sud montagneux. Du point de vue climatique, il y a une différence importante aussi entre le nord et le sud. Le nord ressemble davantage au Henan, le sud au Zhejiang. L’Anhui a des grands espaces verts et des forêts sauvages.
La cuisine de l’Anhui est une des huit grandes cuisines régionales de la Chine, groupées parfois en quatre familles, connue sous le nom de Wan (皖菜, wǎn cài). Elle est reconnue pour son utilisation du gibier et des herbes sauvages, issus de la terre et de la mer, et pour ses méthodes de préparation relativement simples. La cuisine de l’Anhui est principalement basée sur les cuisines du terroir de la région méridionale des montagnes de Huangshan, et elle est similaire à la cuisine de Jiangsu.
Les chefs font très attention à la température de la cuisson et excellent dans la cuisson à l’étouffée et en ragoût avec la sauce soja. Parfois, on ajoute du jambon pour souligner la saveur et du sucre candi pour souligner la fraîcheur. La friture, rapide ou pas, est utilisée beaucoup moins que dans les autres cuisines régionales de Chine.

## Plats représentatifs
- Fondue royale (一品锅, yī pǐn guō) ;
- Poisson-roi gras au lait (奶汁肥王鱼, nǎizhī féi wángyú) ;
- Poisson en forme de grappe de raisins (葡萄魚, pútao yú) ;
- Nid d’amour aux crevettes (燕巢鳳尾蝦, yàn cháo fèng wěi xiā) ;
- Alose fumée (沙丁鱼烟雾, shā dīng yú yān wù) ;
- Tortue à carapace molle au jambon (龟板软火腿, guībǎnruǎn huǒtuǐ) ;
- Poisson mandarin frais et salé (鳜鱼食水及咸水, guìyú sìshuǐ jí xiánshuǐ) ;
- Mélange poisson/viande à la Li Hongzhang (李鴻章雜燴, lǐhóngzhāng zá huì) ;
- Porc épicé en dés (什錦肉丁, shíjǐn ròudīng) ;
- Jambon aux pousses de bambou (火腿与竹笋, huǒtuǐ yǔ zhúsǔn) ;
- Pigeon braisé de Huangshan (黄山炖鸽子, huángshān dùn gēzi) ;
- Canard fumé à la Wuwei (无为熏制的鸭子, wúwéi xūnzhì de yāzi) ;
- Crapaud aux cerises et tranches d’oranges (櫻橘蛤士蟆, yīng jú há shì má) ;
- Tofu du mont Bagong (八公山豆腐, bāgōngshān dòufǔ) ;
- Taro au miel (蜜汁紅芋, mìzhī hóngyù).